# Jeanine Dubié
Pour les articles homonymes, voir Dubié.
Jeanine Dubié, née le 3 janvier 1958 à Lourdes (Hautes-Pyrénées), est une femme politique française.
Membre du Parti radical de gauche, elle est élue députée en 2012 puis réélue en 2017.

## Biographie

### Carrière professionnelle
Assistante sociale de profession, Jeanine Dubié a exercé au sein du Centre hospitalier de Lourdes avant de devenir cadre de l’administration territoriale au conseil général des Hautes-Pyrénées, dans le domaine de l’aide aux communes, des politiques territoriales, du développement local et du médico-social. 
Directrice de cabinet de Jean-Michel Baylet, président du conseil général de Tarn-et-Garonne, pendant deux ans, elle a ensuite dirigé de 2002 à 2012, la maison de retraite « Accueil du Frère Jean » à Galan.

### Carrière politique
Jeanine Dubié se présente sous l'étiquette Parti radical de gauche (PRG) aux élections cantonales françaises de 2008 sur le canton de Galan et arrive en tête lors du premier tour avec 46,59 % des voix et est élue avec 72,59 % des voix au second tour. Elle préside la Commission « Action Sociale, Insertion, Politique de la Ville ». 
Lors des législatives de 2012, elle est élue dans la 2e circonscription des Hautes-Pyrénées battant au second tour le candidat UMP Jean-Pierre Artiganave avec 64,74 % des suffrages. 
À l'Assemblée nationale, elle est membre du groupe radical, républicain, démocrate et progressiste (RRDP). 
Elle est co-rapporteure de deux rapports parlementaires d'information, le premier sur l'adéquation entre l'offre et les besoins de formation professionnelle et le second concernant l'évaluation de la politique d'accueil des demandeurs d'asile lors du premier semestre 2014. En 2015, elle est co-rapporteure d'un rapport parlementaire d'information sur l'évaluation de la politique d'accueil touristique et en 2016, sur l'évaluation du soutien public au thermalisme.
Candidate aux élections législatives françaises de 2017, elle est réélue au second tour avec 51 % des voix,. Le groupe RRDP n'existant plus, elle devient non-inscrite. En octobre 2018, elle participe à la fondation d'un nouveau groupe, Libertés et territoires.
Le Parti radical de gauche, dont elle est membre, et le Parti radical dont il est issu fusionnent en novembre 2017. Cependant, et un an et demi plus tard, en mars 2019, une branche dissidente décide de refonder le Parti radical de gauche ; Jeanine Dubié en fait partie.